# Maria Antonia d'Asburgo-Lorena
Maria Antonia d'Asburgo-Lorena, in tedesco Maria Antonia Roberta Blanka Leopoldina Karole Josepha Raphaela Michaela Ignatia Aurelia von Österreich-Toskana (Zagabria, 13 luglio 1899 – Porto Alegre, 22 ottobre 1977), era un'arciduchessa d'Austria, principessa di Boemia, d'Ungheria e Toscana.

## Biografia
Maria Antonia era la figlia dell'arciduca Leopoldo Salvatore d'Asburgo-Lorena, e di sua moglie, l'infanta Bianca di Borbone-Spagna. In famiglia la chiamavano "Mimi".
L'arciduchessa è cresciuta nell'ultimo periodo della monarchia asburgica. È cresciuta con i suoi numerosi fratelli e sorelle nelle varie proprietà dei suoi genitori. Mentre erano a Vienna, vivevano al Palais Toskana invece le vacanze le trascorrevano in Italia, dove l'infanta Bianca possedeva una proprietà rurale vicino a Viareggio. 

### Esilio
L'arciduchessa Maria Antonia aveva diciannove anni alla caduta della monarchia asburgica. La fine della prima guerra mondiale segnò un netto ribaltamento nella prosperità della sua famiglia. Il governo repubblicano confiscò le proprietà degli Asburgo.
La famiglia perse tutta la loro fortuna. I fratelli maggiori di Maria Antonia, gli arciduchi Ranieri e Leopoldo, rimasero in Austria e riconobbero la nuova repubblica. Il resto della famiglia si trasferì in Spagna nel gennaio del 1919. Si stabilirono a Barcellona vivendo con semplicità con mezzi molto limitati. Mentre le tre sorelle maggiori di Maria Antonia, Dolores, Immacolata e Margherita, erano flessibili, Maria Antonia e la sorella minore Assunta erano più ribelli e si scontrarono spesso con la madre.

## Matrimoni

### Primo matrimonio
Mentre viveva a Barcellona, Maria Antonia si rivolse sempre più alla religione. Sebbene entrambi i suoi genitori fossero cattolici osservanti, trovarono il fervore religioso di Maria Antonia preoccupante soprattutto perché sua sorella Assunta ne seguì l'esempio. L'arciduchessa Maria Antonia desiderava diventare una suora, ma sua madre pensava che Maria Antonia non avesse né la vocazione necessaria né il temperamento per seguire una vita religiosa. Per farla riflettere sulla sua decisione i suoi genitori la portarono sull'isola di Maiorca. Allo stesso tempo, l'infanta Bianca e suo marito volevano vedere se c'erano proprietà che potevano rivendicare dall'arciduca Luigi Salvatore, uno zio che era morto un decennio prima senza eredi. La famiglia scoprì che non era rimasto nulla che avrebbero potuto ereditare. L'arciduchessa Maria Antonia lasciò rapidamente le sue intenzioni di diventare suora. Si innamorò di Ramón de Orlandis y Villalonga (1896-1936), che apparteneva alla nobiltà spagnola, ma come l'arciduchessa, gli mancava la fortuna personale. Il matrimonio ebbe luogo a Barcellona il 16 luglio 1924. La coppia visse a Maiorca dove ebbero cinque figli:
- Blanca Maria (1926-1969), sposò Raul Ereñu, ebbero cinque figli;
- Juan, baron de Pinopar (1928-1977), sposò Hildegarde Bragagnolo, ebbero otto figli;
- Maria Antonia (1929-1991);
- Isabel (1931), sposò Fausto Morell, marchese de Sollerich, ebbero sei figli.
- Alfonsina (1936), sposò Joaquín Zaforteza, non ebbero figli.

### Secondo matrimonio
Il marito dell'arciduchessa Maria Antonia morì durante la guerra civile spagnola nel 1936. Vedova con cinque figli, l'arciduchessa Maria Antonia emigrò in Sud America. 
Nel 1942, in Uruguay, sposò Don Luis Perez Sucre (1899-1950). Il suo secondo marito morì otto anni dopo.

## Morte
Maria Antonia morì il 22 ottobre 1977 a Porto Alegre.

## Ascendenza
|                                         |                                  |                                           | Genitori                            |  |  | Nonni |  |  | Bisnonni               |  |  | Trisnonni                 |  |
|                                         |                                  |                                           |                                     |  |  |       |  |  | Leopoldo II di Toscana |  |  | Ferdinando III di Toscana |  |
|                                         |                                  |                                           |                                     |  |  |       |  |  | Leopoldo II di Toscana |  |  | Ferdinando III di Toscana |  |
|                                         |                                  | Luisa Maria Amalia di Borbone-Due Sicilie |                                     |  |  |       |  |  | Leopoldo II di Toscana |  |  |                           |  |
| Carlo Salvatore d'Asburgo-Lorena        |                                  |                                           |                                     |  |  |       |  |  | Leopoldo II di Toscana |  |  |                           |  |
|                                         |                                  | Maria Antonia di Borbone-Due Sicilie      | Francesco I delle Due Sicilie       |  |  |       |  |  |                        |  |  |                           |  |
|                                         |                                  | Maria Antonia di Borbone-Due Sicilie      | Francesco I delle Due Sicilie       |  |  |       |  |  |                        |  |  |                           |  |
|                                         |                                  | Maria Antonia di Borbone-Due Sicilie      | Maria Isabella di Borbone-Spagna    |  |  |       |  |  |                        |  |  |                           |  |
| Leopoldo Salvatore d'Asburgo-Lorena     |                                  | Maria Antonia di Borbone-Due Sicilie      |                                     |  |  |       |  |  |                        |  |  |                           |  |
|                                         |                                  | Ferdinando II delle Due Sicilie           | Francesco I delle Due Sicilie       |  |  |       |  |  |                        |  |  |                           |  |
|                                         |                                  | Ferdinando II delle Due Sicilie           | Francesco I delle Due Sicilie       |  |  |       |  |  |                        |  |  |                           |  |
|                                         |                                  | Ferdinando II delle Due Sicilie           | Maria Isabella di Borbone-Spagna    |  |  |       |  |  |                        |  |  |                           |  |
| Maria Immacolata di Borbone-Due Sicilie |                                  | Ferdinando II delle Due Sicilie           |                                     |  |  |       |  |  |                        |  |  |                           |  |
|                                         |                                  | Maria Teresa d'Asburgo-Teschen            | Carlo d'Asburgo-Teschen             |  |  |       |  |  |                        |  |  |                           |  |
|                                         |                                  | Maria Teresa d'Asburgo-Teschen            | Carlo d'Asburgo-Teschen             |  |  |       |  |  |                        |  |  |                           |  |
|                                         |                                  | Maria Teresa d'Asburgo-Teschen            | Enrichetta di Nassau-Weilburg       |  |  |       |  |  |                        |  |  |                           |  |
| Maria Antonia d'Asburgo-Lorena          |                                  | Maria Teresa d'Asburgo-Teschen            |                                     |  |  |       |  |  |                        |  |  |                           |  |
|                                         | Giovanni Carlo di Borbone-Spagna | Carlo Maria Isidoro di Borbone-Spagna     |                                     |  |  |       |  |  |                        |  |  |                           |  |
|                                         | Giovanni Carlo di Borbone-Spagna | Carlo Maria Isidoro di Borbone-Spagna     |                                     |  |  |       |  |  |                        |  |  |                           |  |
|                                         | Giovanni Carlo di Borbone-Spagna | Maria Francesca di Braganza               |                                     |  |  |       |  |  |                        |  |  |                           |  |
| Carlo Maria di Borbone-Spagna           | Giovanni Carlo di Borbone-Spagna |                                           |                                     |  |  |       |  |  |                        |  |  |                           |  |
|                                         |                                  | Maria Beatrice d'Austria-Este             | Francesco IV d'Austria-Este         |  |  |       |  |  |                        |  |  |                           |  |
|                                         |                                  | Maria Beatrice d'Austria-Este             | Francesco IV d'Austria-Este         |  |  |       |  |  |                        |  |  |                           |  |
|                                         |                                  | Maria Beatrice d'Austria-Este             | Maria Beatrice di Savoia            |  |  |       |  |  |                        |  |  |                           |  |
| Bianca di Borbone-Spagna                |                                  | Maria Beatrice d'Austria-Este             |                                     |  |  |       |  |  |                        |  |  |                           |  |
|                                         |                                  | Carlo III di Parma                        | Carlo II di Parma                   |  |  |       |  |  |                        |  |  |                           |  |
|                                         |                                  | Carlo III di Parma                        | Carlo II di Parma                   |  |  |       |  |  |                        |  |  |                           |  |
|                                         |                                  | Carlo III di Parma                        | Maria Teresa di Savoia              |  |  |       |  |  |                        |  |  |                           |  |
| Margherita di Borbone-Parma             |                                  | Carlo III di Parma                        |                                     |  |  |       |  |  |                        |  |  |                           |  |
|                                         |                                  | Luisa Maria di Borbone-Francia            | Carlo Ferdinando di Borbone-Francia |  |  |       |  |  |                        |  |  |                           |  |
|                                         |                                  | Luisa Maria di Borbone-Francia            | Carlo Ferdinando di Borbone-Francia |  |  |       |  |  |                        |  |  |                           |  |
|                                         |                                  | Luisa Maria di Borbone-Francia            | Carolina di Borbone-Due Sicilie     |  |  |       |  |  |                        |  |  |                           |  |
|                                         |                                  | Luisa Maria di Borbone-Francia            |                                     |  |  |       |  |  |                        |  |  |                           |  |